# Palazzo Trentini
Palazzo Trentini è un palazzo situato a Trento, in via Manci, costruito a metà del Settecento dalla famiglia dei baroni Trentini. Nel palazzo ha sede il Consiglio della Provincia autonoma di Trento.

## Storia
La storia del Palazzo ha inizio nel 1740, quando la famiglia Trentini acquistò due case di impianto gotico tra l'antica via Lunga e il corso dell'Adige per accorparli e trasformarli in una residenza nobiliare. La costruzione del palazzo era completa già nel 1764, quando Sigismondo Trentini e Anna Maria Gentilotti si stabilirono nella nuova abitazione dopo le nozze.
Il palazzo appartenne alla famiglia Trentini fino il 1876, poi al dottor Augusto Mantovan, nel 1880 fu acquistato dal conte Simone Ciurletti e dal 1892 al 1947 appartenne ai Libera. Fu quindi acquistato dalla Federazione dei Consorzi Cooperativi e a metà degli anni '70 dalla Provincia autonoma di Trento. Dal 1988 è sede del Consiglio della Provincia autonoma di Trento.